# Urnula craterium
Urnula craterium (Lewis David de Schweinitz, 1822 ex Elias Magnus Fries, 1851) din încrengătura Ascomycota, în familia Sarcosomataceae și de genul Urnula, denumită în popor pocalul diavolului este o ciupercă necomestibilă parazitară (în stadiul anamorf) și saprofită (în formă perfectă) destul de rară care însă este mereu recurentă în același loc. În România, Basarabia și Bucovina de Nord crește în grupuri mai mici sau mai mari în special pe specii de stejar, dar și alte foioase vii precum pe ramuri căzute la pământ. Timpul apariției este primăvara timpuriu. din martie până mai, de obicei suprapunându-se cu perioada zbârciogilor.
Numele generic este derivat din cuvântul latin (latină urnula=urnă mică, ulcior), iar cel al epitetului din cuvântul latin (latină crater=aici în sensul: crater de vulcan, abisul pământului.

## Taxonomie
Specia a fost descrisă și desenată pentru prima dată de micologul americano-german Lewis (Ludwig) David de Schweinitz ca Peziza craterium în 1822. și transferată la genul Urnula cu păstrarea epitetului de renumitul savant suedez Elias Magnus Fries în 1851.
Toate celelalte încercări de redenumire sunt acceptate sinonim, dar după ce nu au fost folosite niciodată, ele pot fi neglijate.

## Descriere
Pocalul diavolului nu se încadrează în clasificările taxonomice comune ale ciupercilor, pentru că în ciclul de dezvoltare, faza de fertilizare sexuală lipsește sau încă nu a fost descoperită. Înmulțirea se realizează prin spori formați asexuat (conidii) sau pur vegetativ. Se cunosc două forme ale acestei ciuperci: 

### Forma anamorfică
Forma asexuată, imperfectă este cunoscută și sub numele de Conoplea globosa, formată dintr-o masă miceliană densă și negricioasă care se formează pe masa lemnoasă căzută la pământ, pe care se formează una sau mai multe structuri de țesut cilindrice de 3-4 mm înălțime, a căror dezvoltare este lentă pe timpul iernii, dar se accentuează cu venirea primăverii.
În această formă, buretele  trăiește parazitar, fiind suspectat pentru provocarea cancerului de stejari.

### Forma perfectă

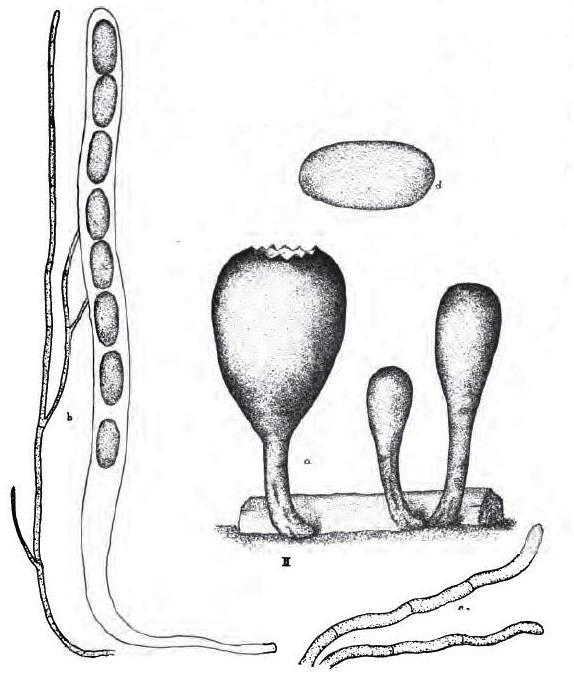
Schwein.: P. craterium

- Corpul fructifer: are o înălțime de 4-8 cm și o lățime de 3-5 cm, fiind inițial închisă și aproape sferică, deschizându-se la maturitate în formă adâncită, ca de cupă, cu o margine răsfrântă, crenată cu zimțuiri și văluri. Suprafața fertilă interioară este brun-negricioasă până neagră și netedă, pe când suprafața sterilă exterioară este fin pâsloasă, gri-negricioasă, în tinerețe cu nuanțe de un ocru-brun murdar și acoperită cu puf.
- Piciorul: are o lungime de 3–4 (7) cm și o grosime de 0.5–1 cm, este deseori ridat, brăzdat și gol pe dinăuntru. Se subțiază către bază, unde prezintă fire negre de miceliu. Coloritul exterior este ca cel al pălăriei, pe interior este negricios.
- Carnea: este gri-albicioasă, în stadiu timpuriu gelatinoasă și moale, dar se întărește rapid, devenind  foarte tare, mai întâi ca pielea, apoi lemnoasă. Mirosul și gustul sunt imperceptibili.
- Caracteristici microscopice: are spori cu pereți foarte subțiri, fiind elipsoidali, netezi, neamiloidozi și hialini (translucizi), măsurând 22–37 x 10–15 microni. Pulberea lor este albă. Ascele cu 8 spori sunt cilindrice cu o mărime de  600 x 15-17 microni. Au un mecanism de pliere, un așa numit opercul (termen botanic cu o anumită structură care acționează ca un capac sau o clapetă) pentru eliberarea sporilor.
- Reacții chimice: nu sunt cunoscute.[3]

În această formă, buretele trăiește ca saprofit  pe ramuri de foioase.

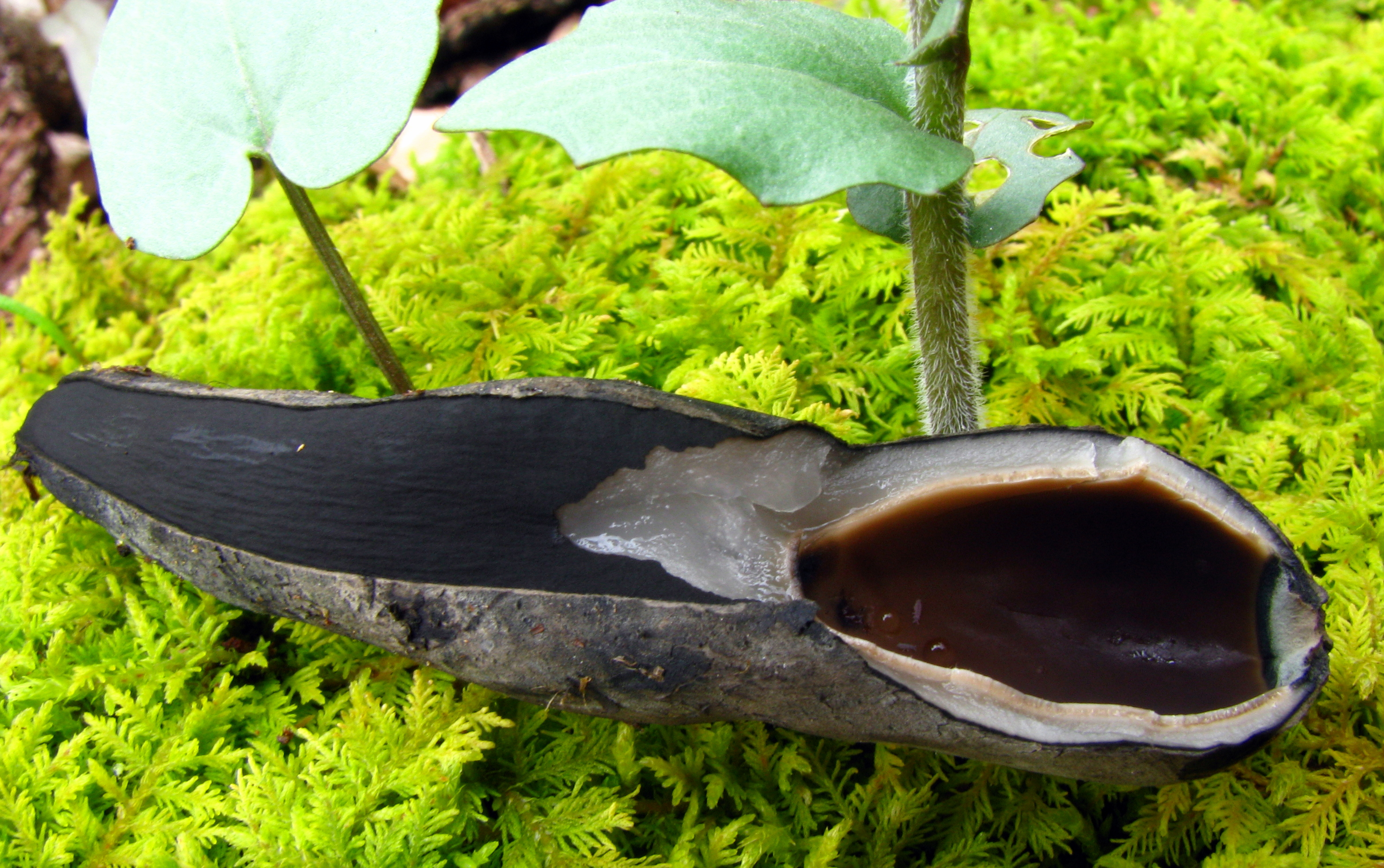
U. craterium secțiune longitudinală
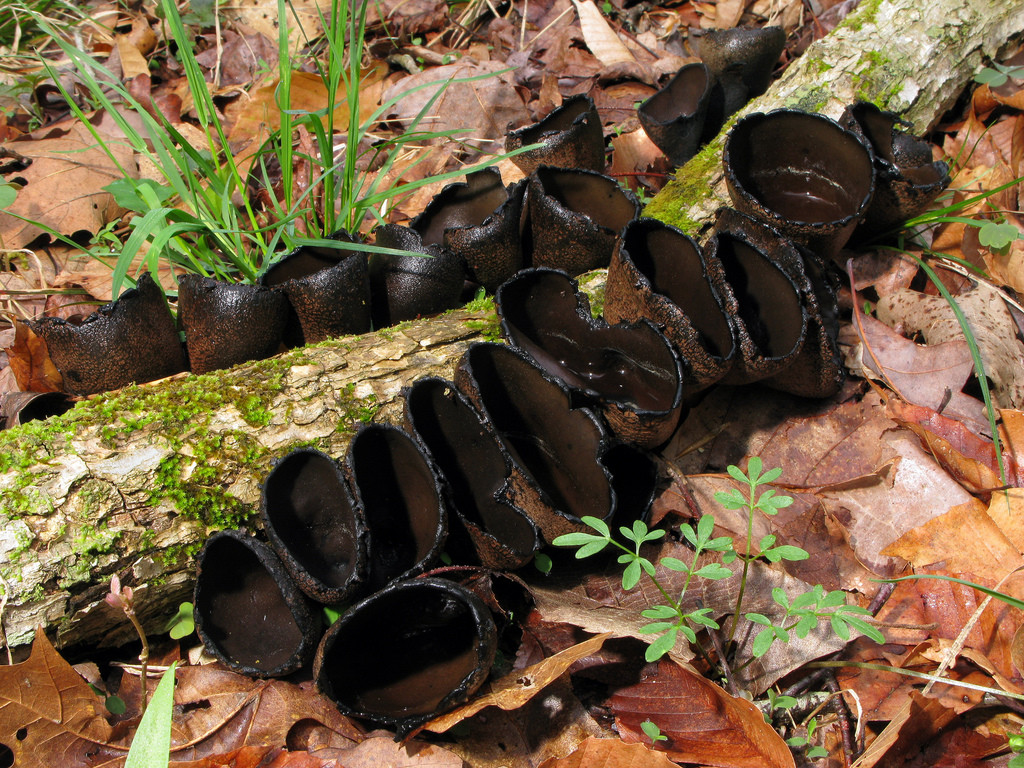
U. craterium mature, mai tinere
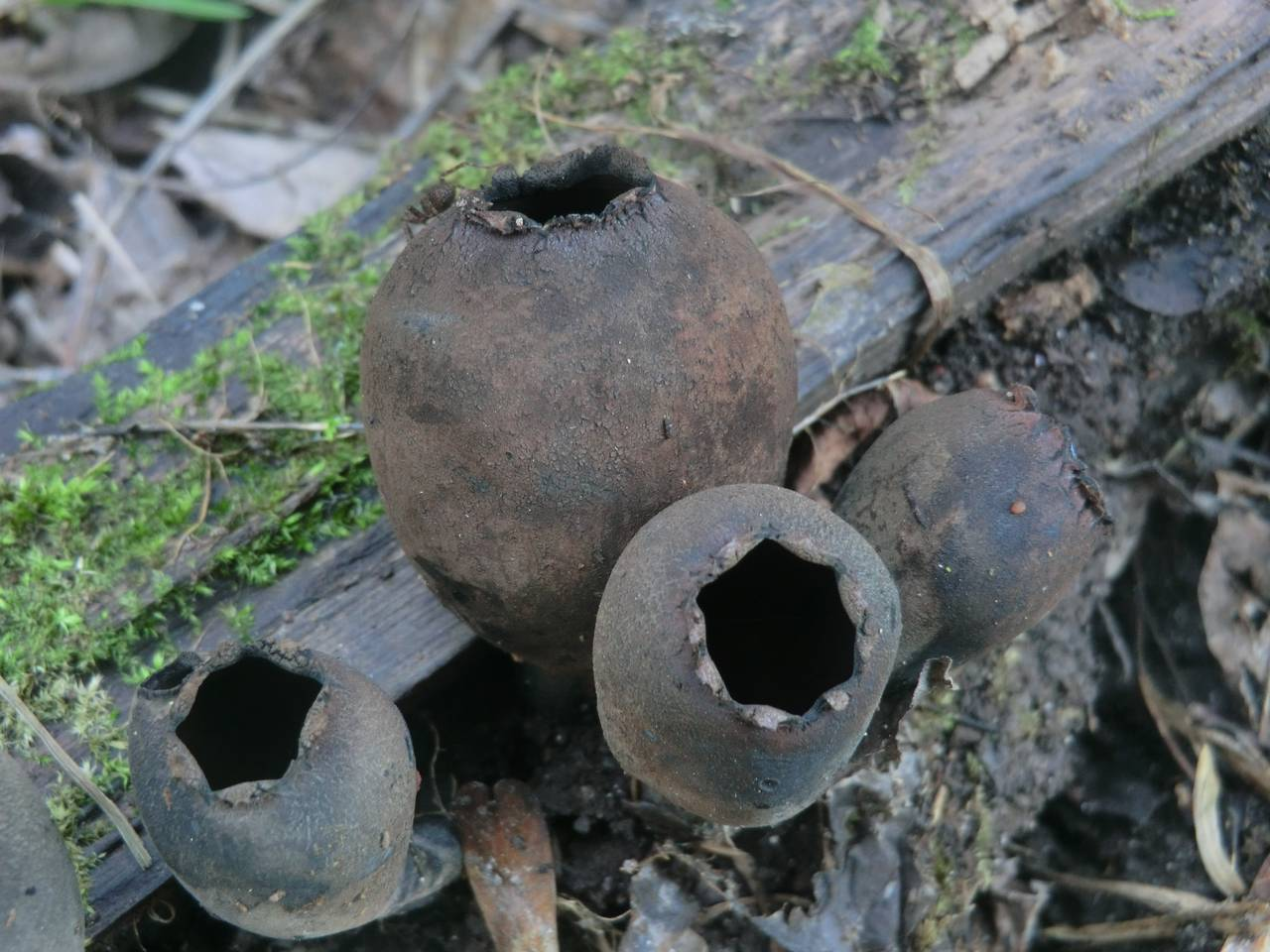
U. craterium bătrâne
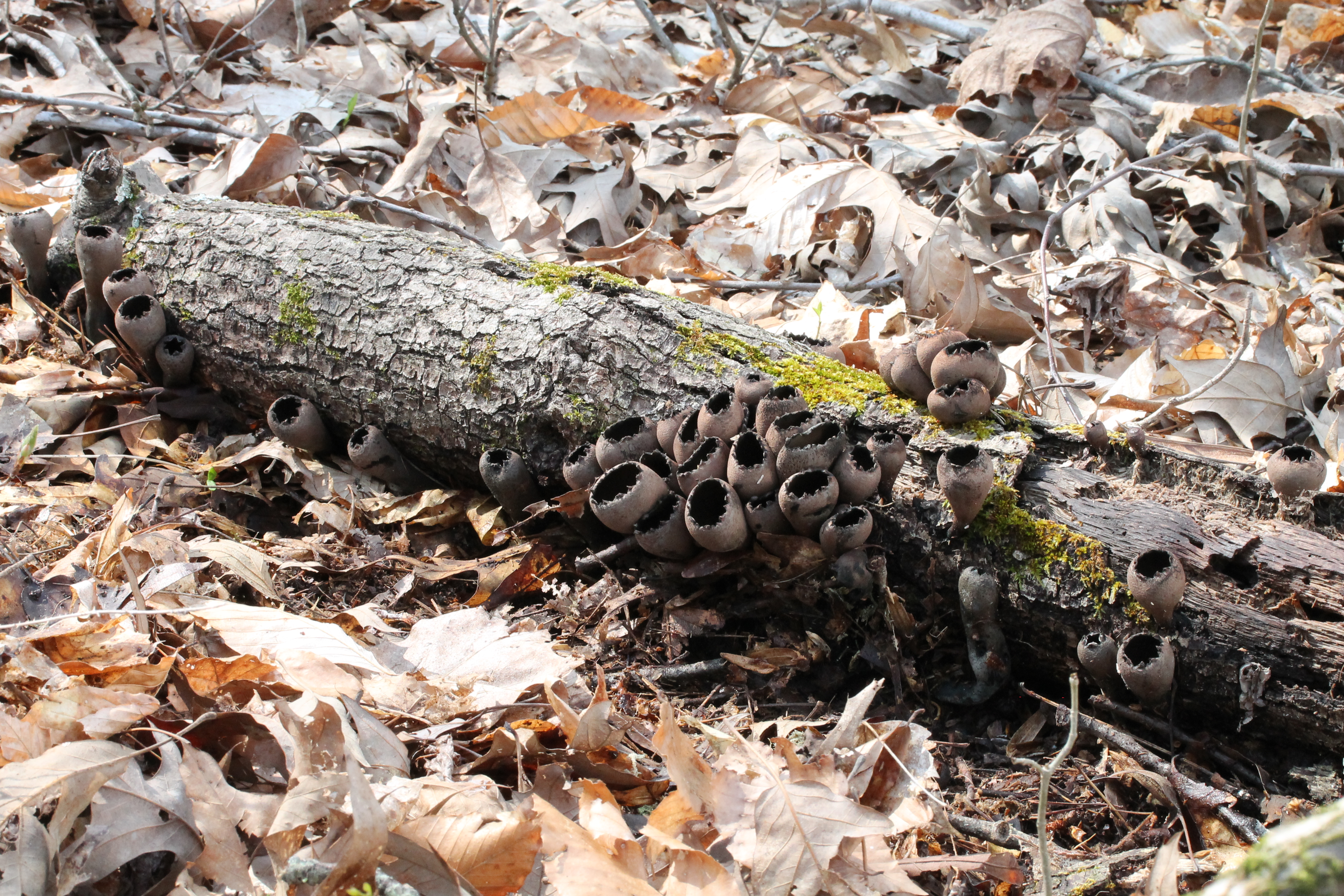
U. craterium în natură

## Confuzii
Pocalul diavolului poate fi confundat cu alte specii de asemenea necomestibile, cum sunt: Bulgaria inquinans, Geopyxis carbonaria, Helvella corium, Helvella leucomelaena, Peziza praetervisa, Plectania melastoma, Pseudoplectania nigrella, Tarzetta cupularis  și Urnula padeniana sau chiar cu comestibilele Craterellus cornucopioides sau Peziza badia mai bătrână.

## Specii asemănătoare în imagini

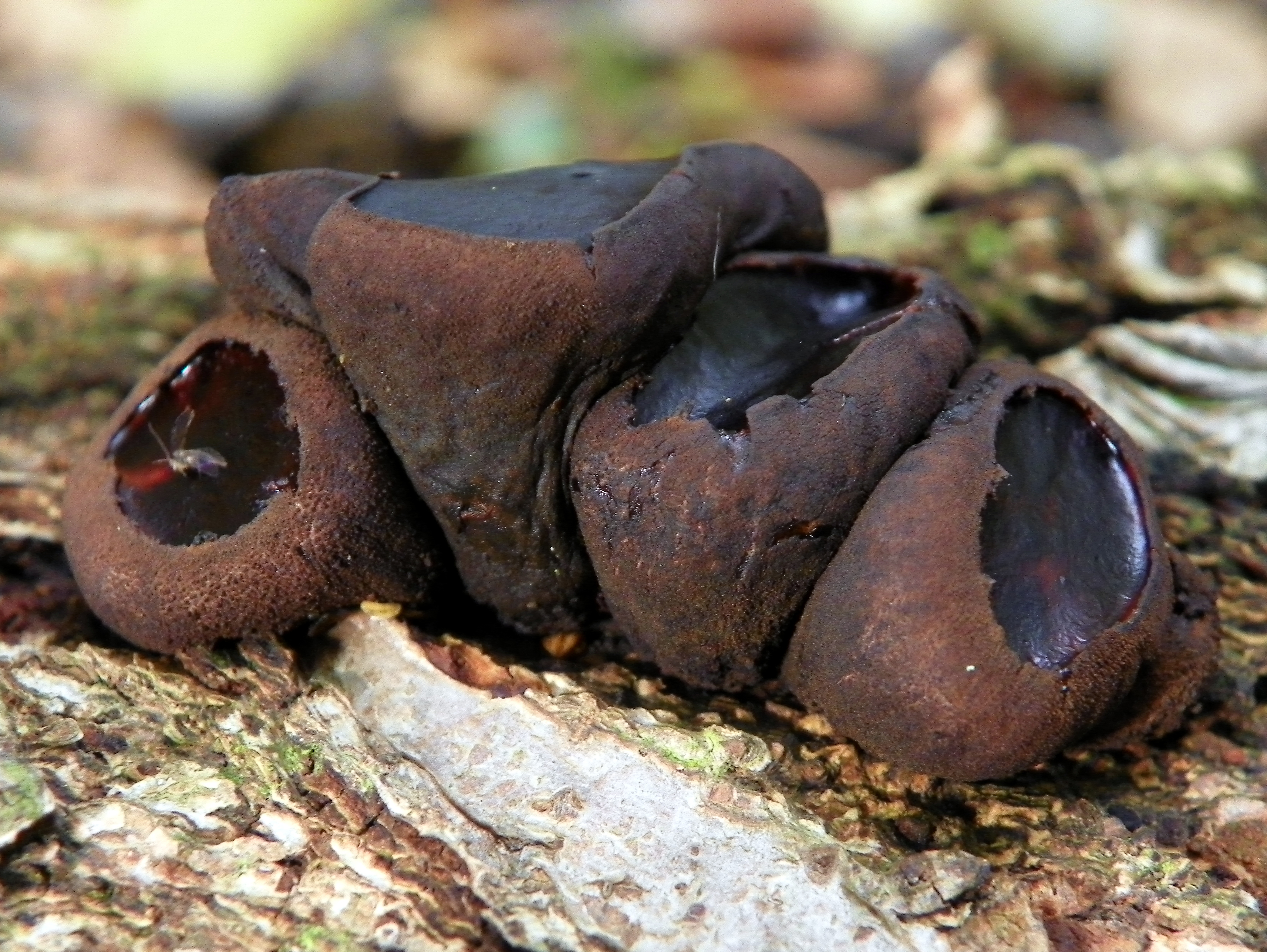
Bulgaria inquinans
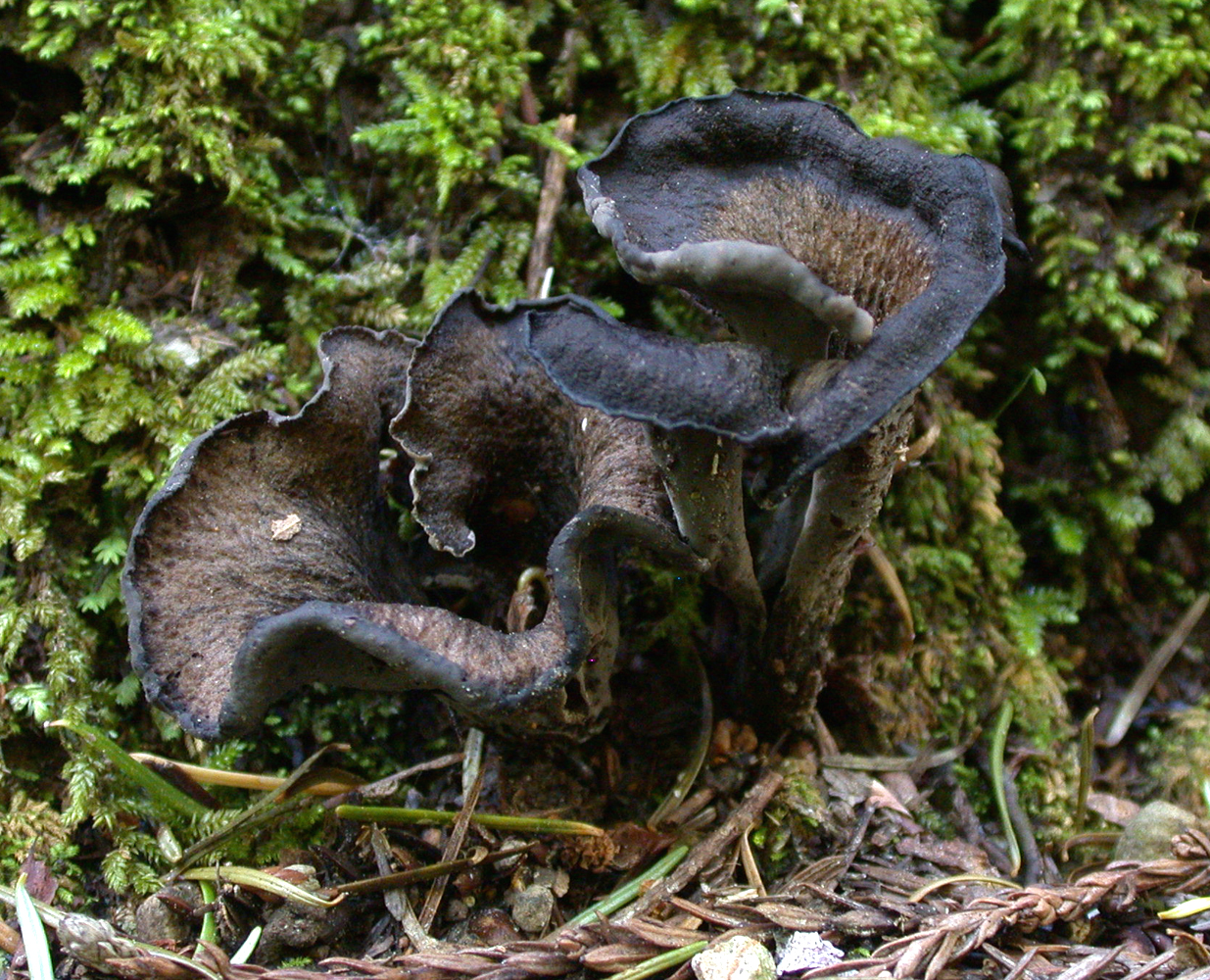
Craterellus cornucopiodes
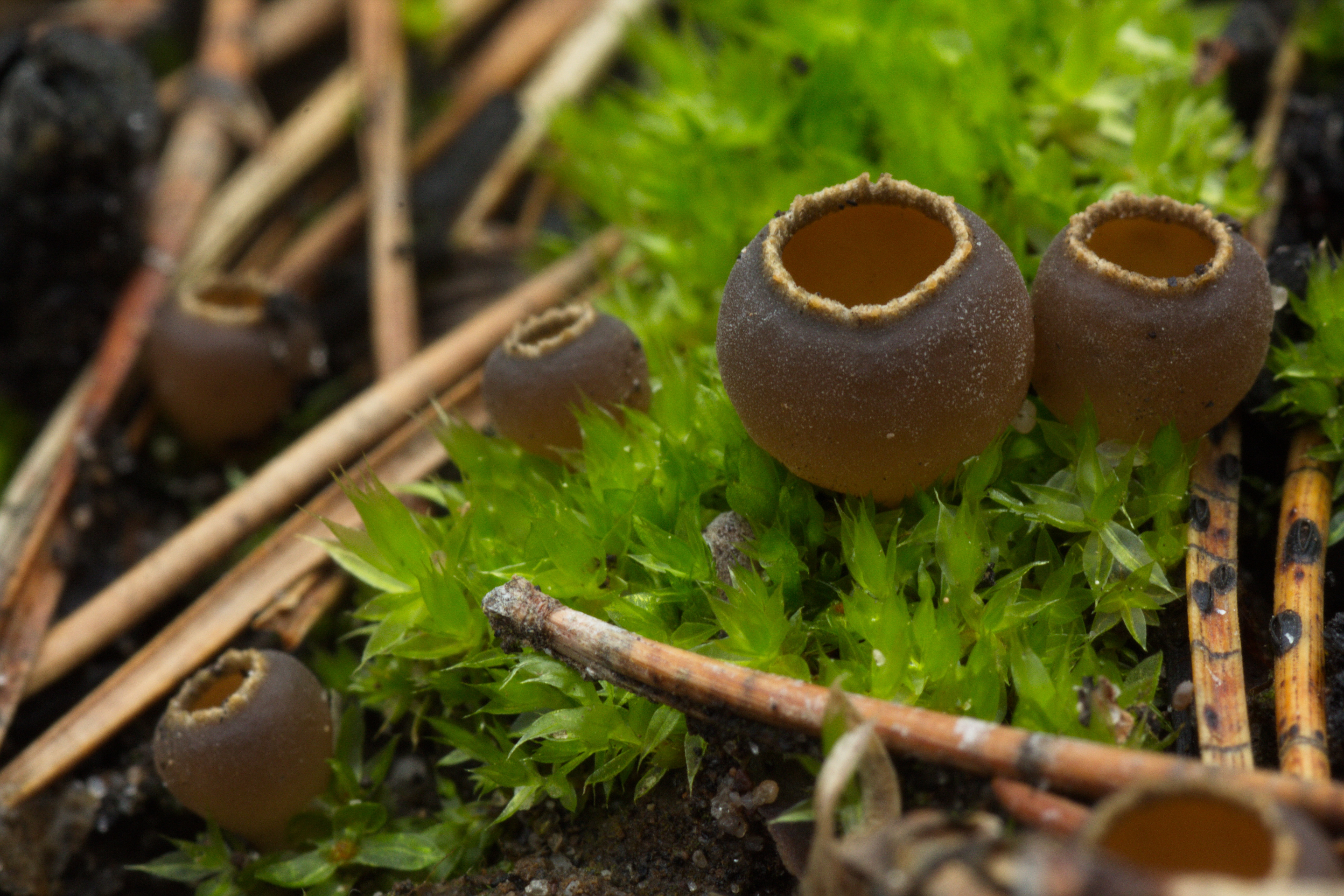
Geopyxis carbonaria]
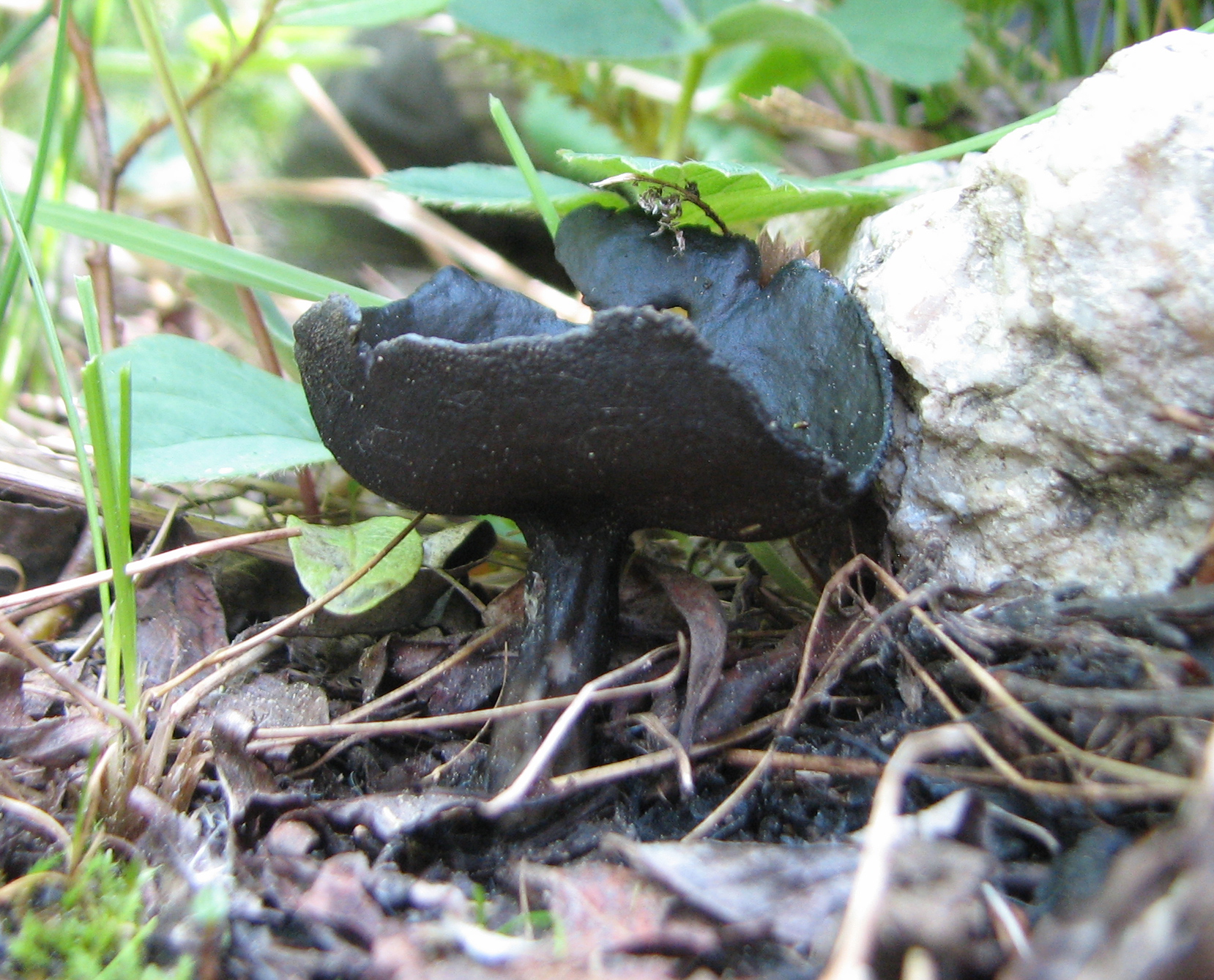
Helvella corium
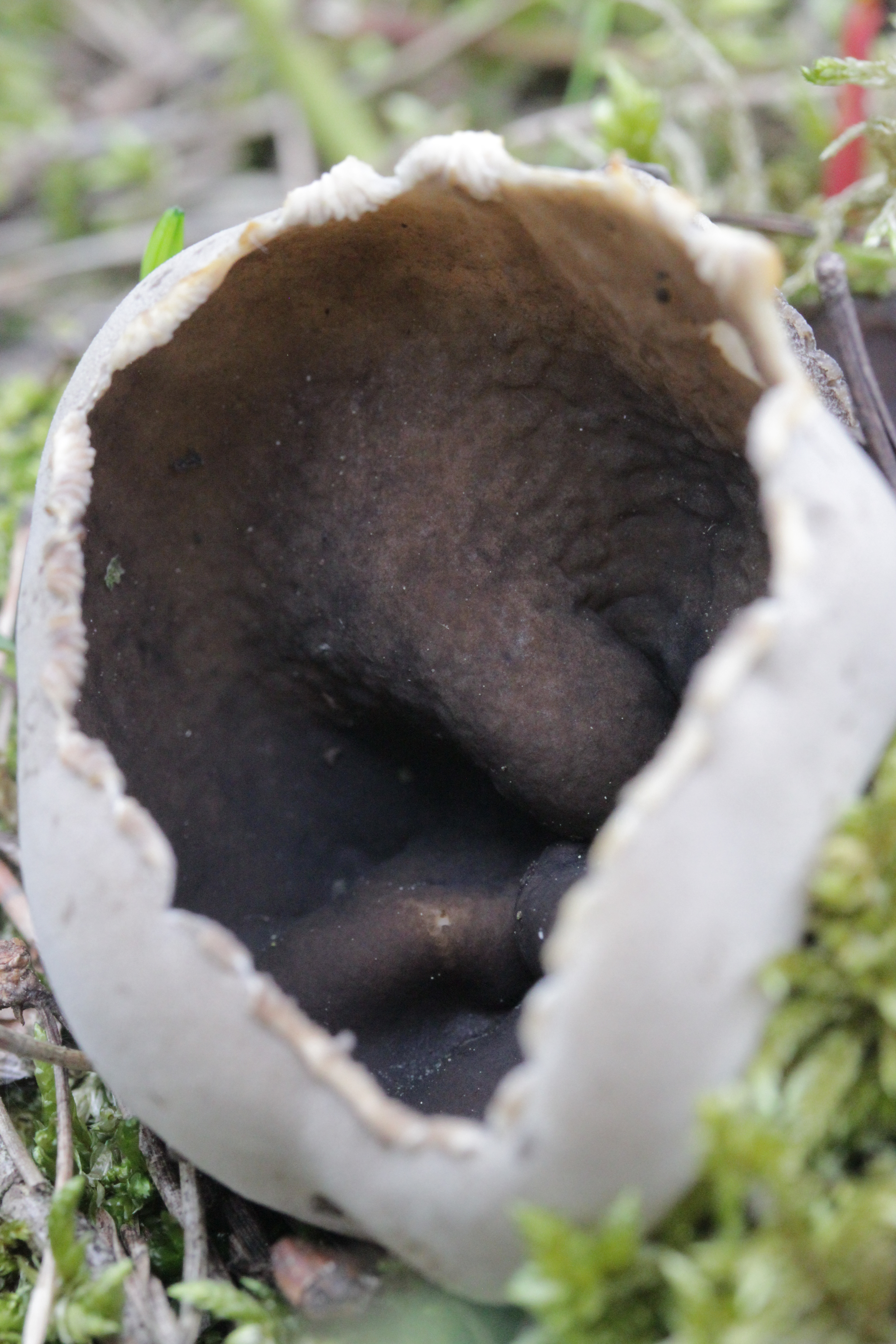
Helvella leucomelaena
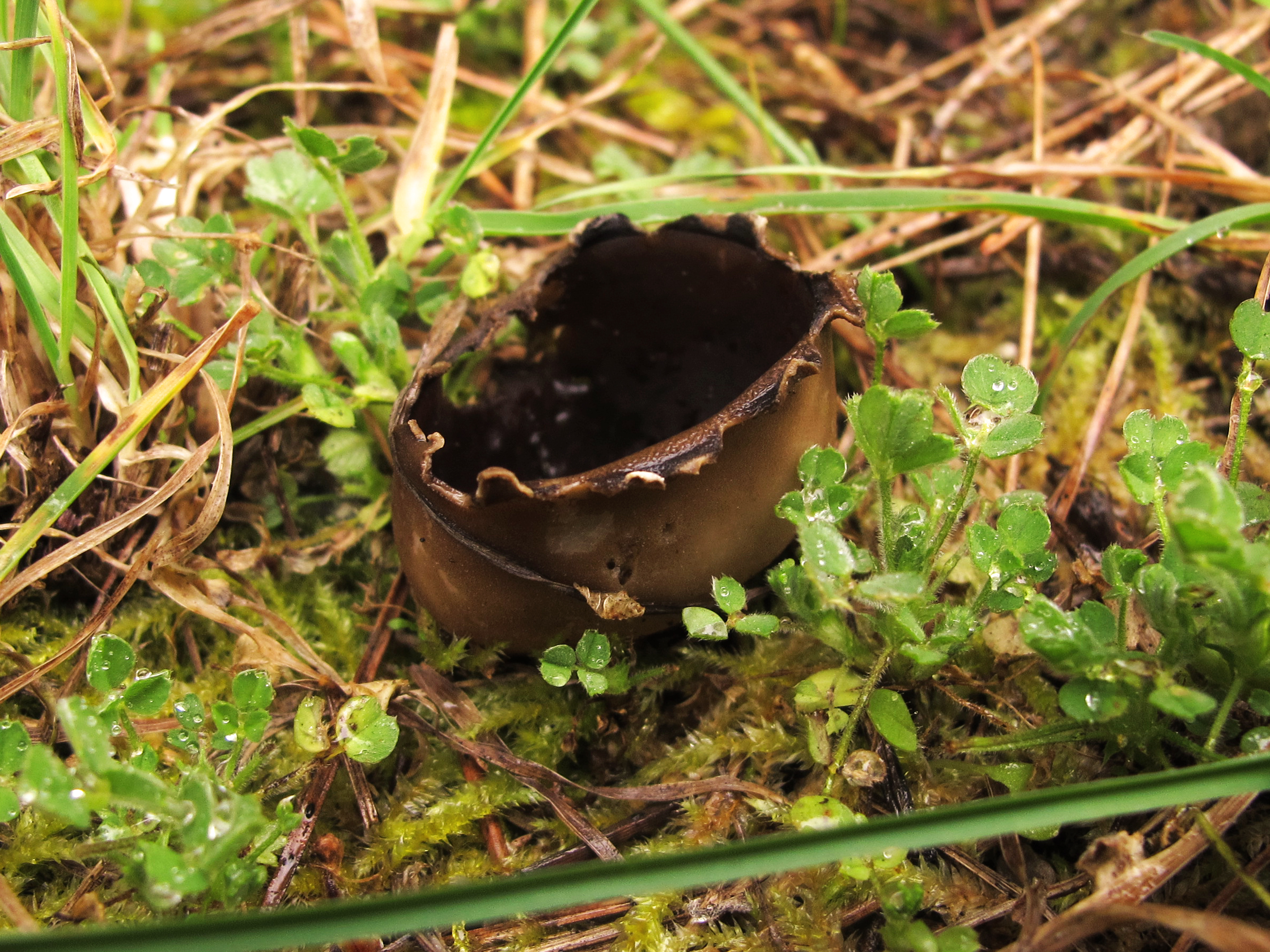
Peziza badia

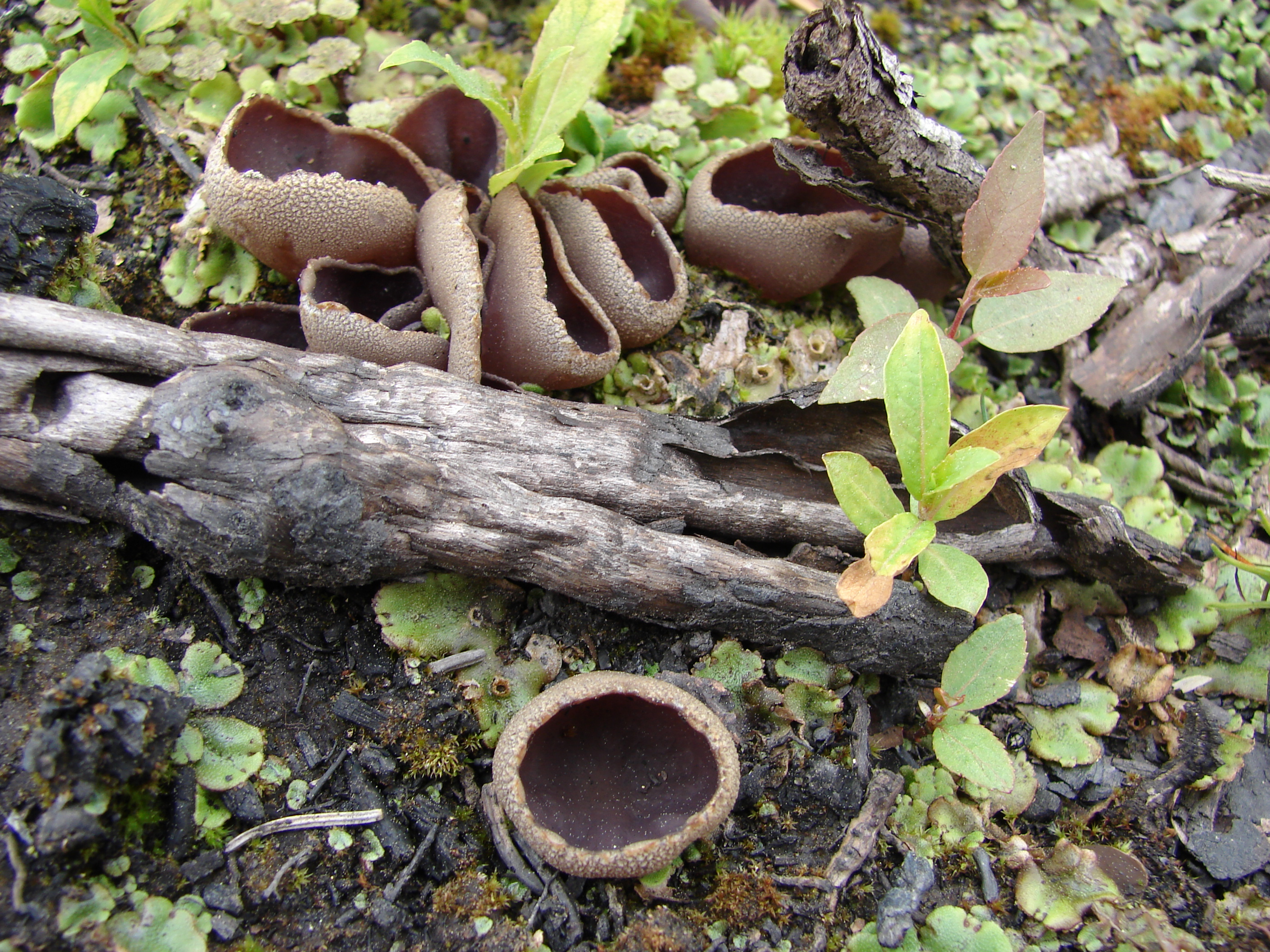
Peziza praetervisa
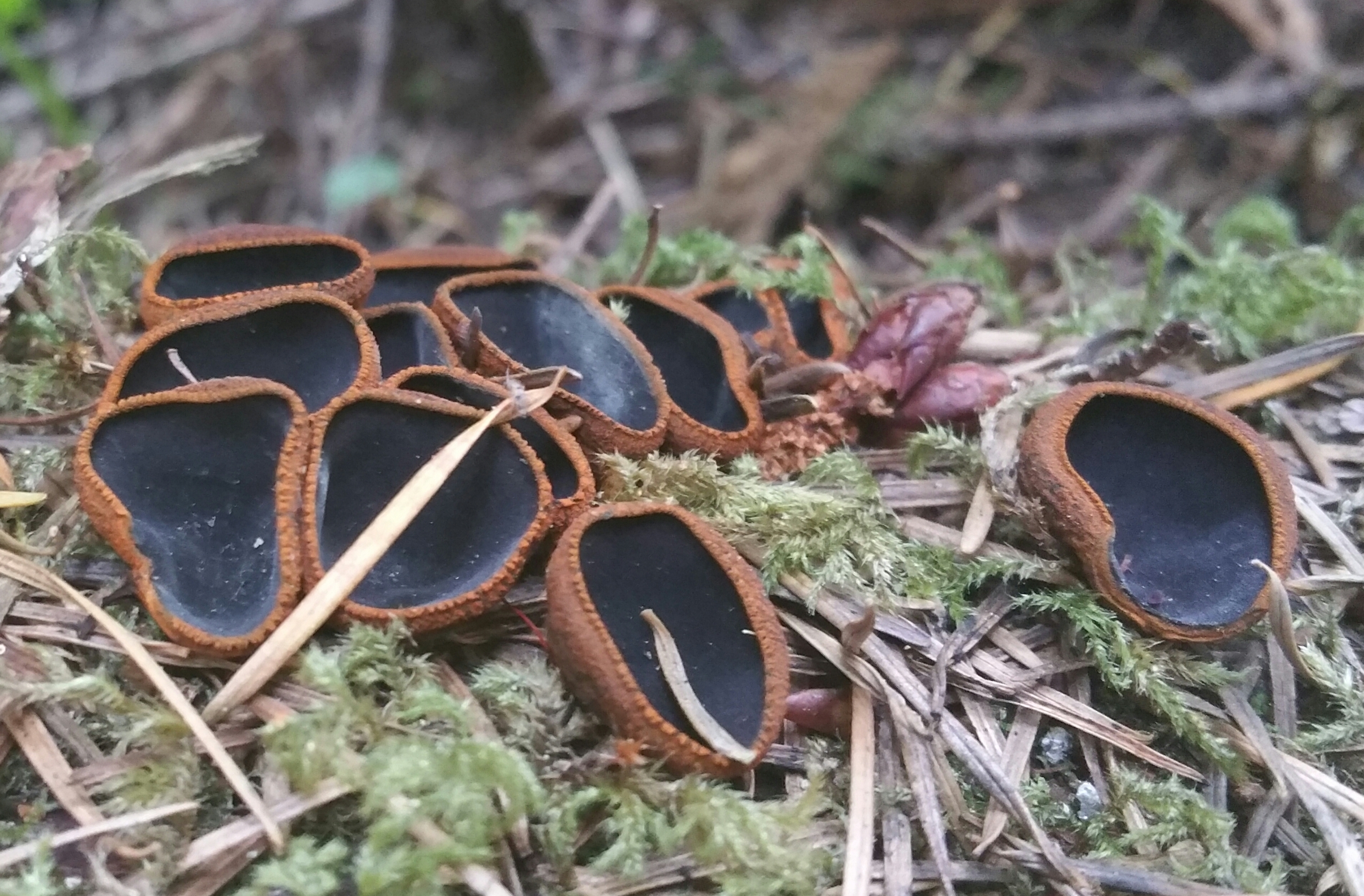
Plectania melastoma
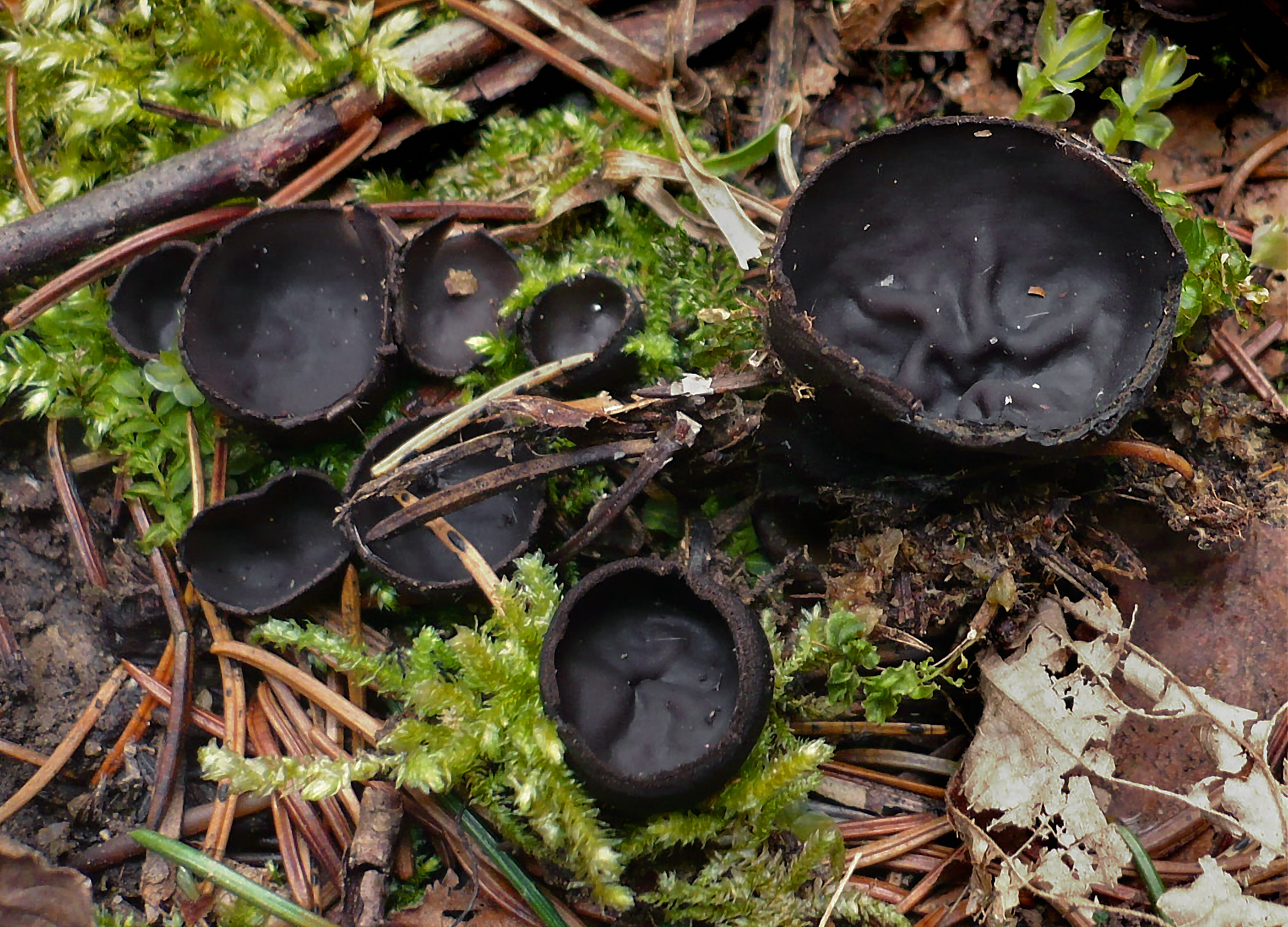
Pseudoplectania nigrella
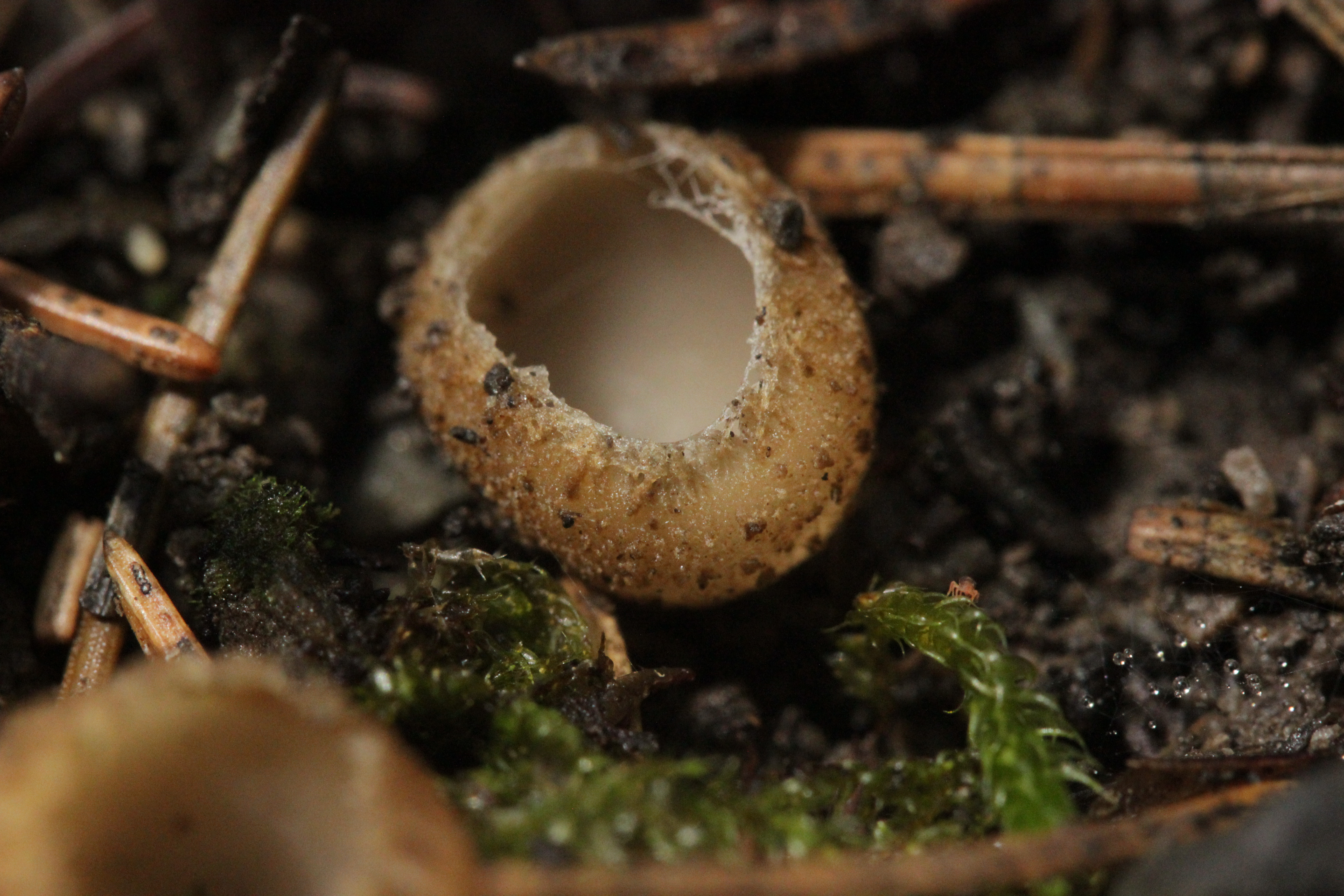
Tarzetta cupularis
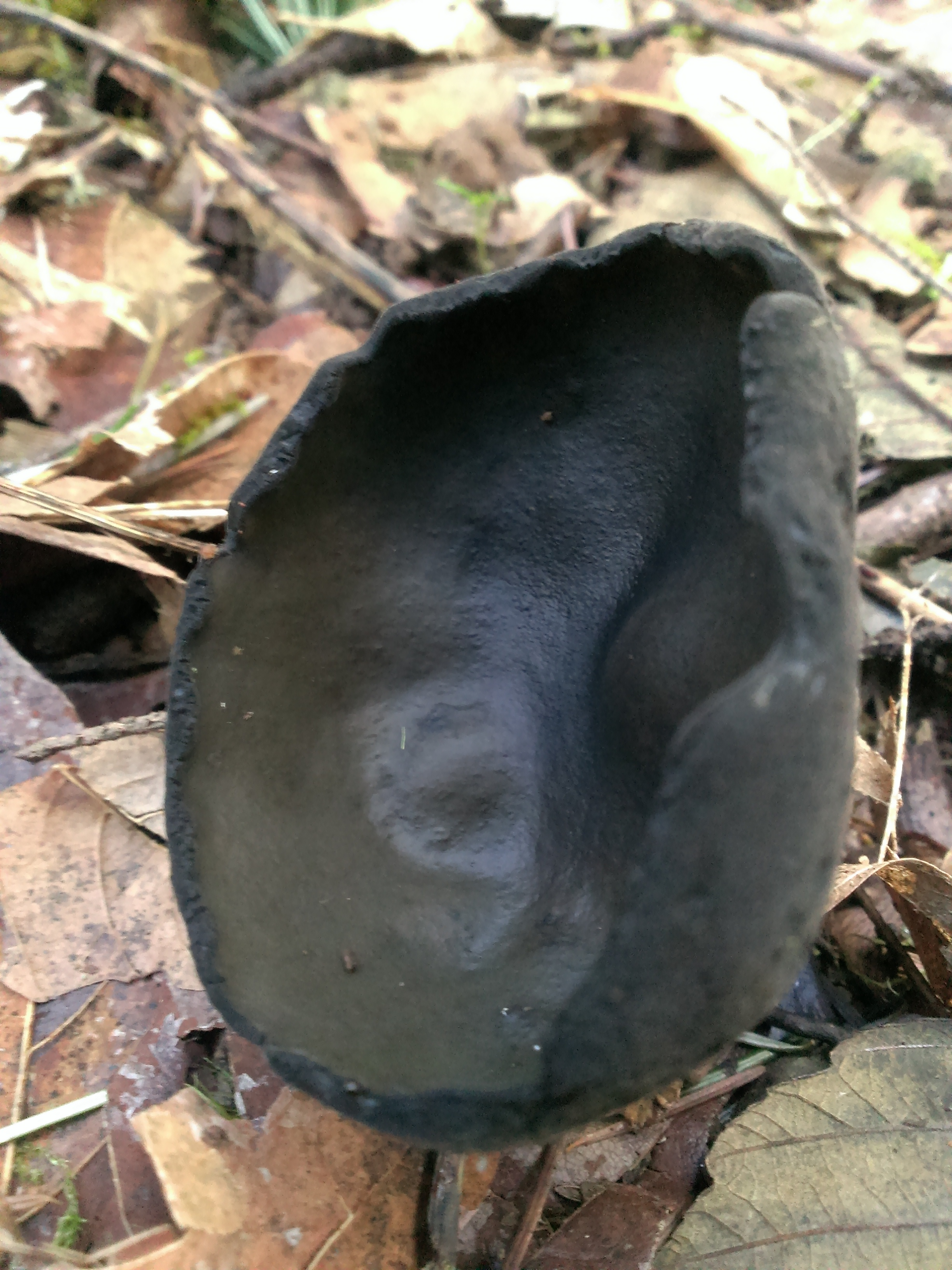
Urnula padeniana

## Valorificare
Deși văzută de unii tânăr comestibilă, ciuperca este considerată de mult ca fiind necomestibilă din cauza texturii ei fibroase și tari.
Dar pocalul diavolului are proprietăți medicinale: are proprietăți anti-fungide (inhibă dezvoltarea diferitelor ciuperci), precum proprietăți antibacteriene.